# Stephanie Hollenstein
Stephanie Hollenstein (Nacida el 18 de julio de 1886 in Lustenau - Fallecida el 24 de mayo de 1944 en Viena) fue una pintora austríaca expresionista de paisajes y vida cotidiana.

## Biografía
Stephanie nació en 1886 en una familia de granjeros de Lustenau y durante su juventud trabajó como pastora. Sus primeras pinturas fueron realizadas durante esa época, mostrando paisajes campesinos de animales y pastores, con pinceles hechos con pelo animal y pintura de bayas. En 1904 fue admitida en la Königliche Kunstgewerbeschule de Múnich, tras presentar una serie de dibujos. Después de completar sus estudios en 1908 abrió una pequeña escuela de pintura en Schwabing, que estuvo abierta durante dos años. En 1913, con la recomendación de Franz von Defregger, recibió una beca que le permitió estudiar durante un año en Italia.

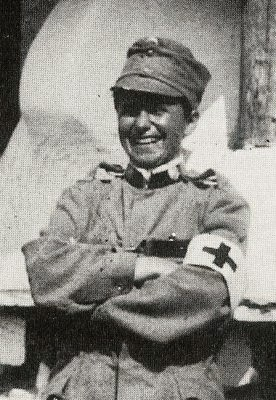
Hollenstein durante la
Primera Guerra Mundial

### Primera Guerra Mundial
Al principio de la Primera Guerra Mundial estudió un curso de ayuda médica y en 1915 fue a Vorarlberg, donde se unió al ejército con el nombre de "Stephan Hollenstein". Aunque sus camaradas de armas conocían el engaño, sus superiores no la descubrieron hasta varios meses después, por lo que fue enviada de regreso a casa.
Sin embargo, el incidente atrajo la atención del público, por lo que fue aceptada en el ejército como corresponsal y pintora de guerra para el Kriegspressequartier (Buró de Prensa de Guerra). En esa posición fue enviada el frente en tres ocasiones, y en 1916 recibió la Cruz Karl Troop. Posteriormente recibiría numerosos encargos del Museo de Historia Militar de Viena..

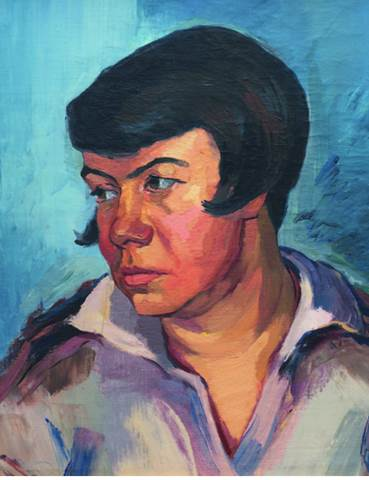
Retrato de la
Dra. Franziska Groß

Después de la guerra vivió en Viena con su compañera y amante Franziska Groß (1900-1973), que posteriormente se convertiría en doctora y realizó varias exposiciones artísticas. Interrumpió sus actividades durante un tiempo en 1928 tras un accidente que le provocó varias fracturas, pero consiguió recibir tratamiento de  Lorenz Böhler, un médico especialista en cirugía. Consiguió recuperarse por completo y realizó frecuentes viajes a Alemania e Italia.

### Militancia nazi

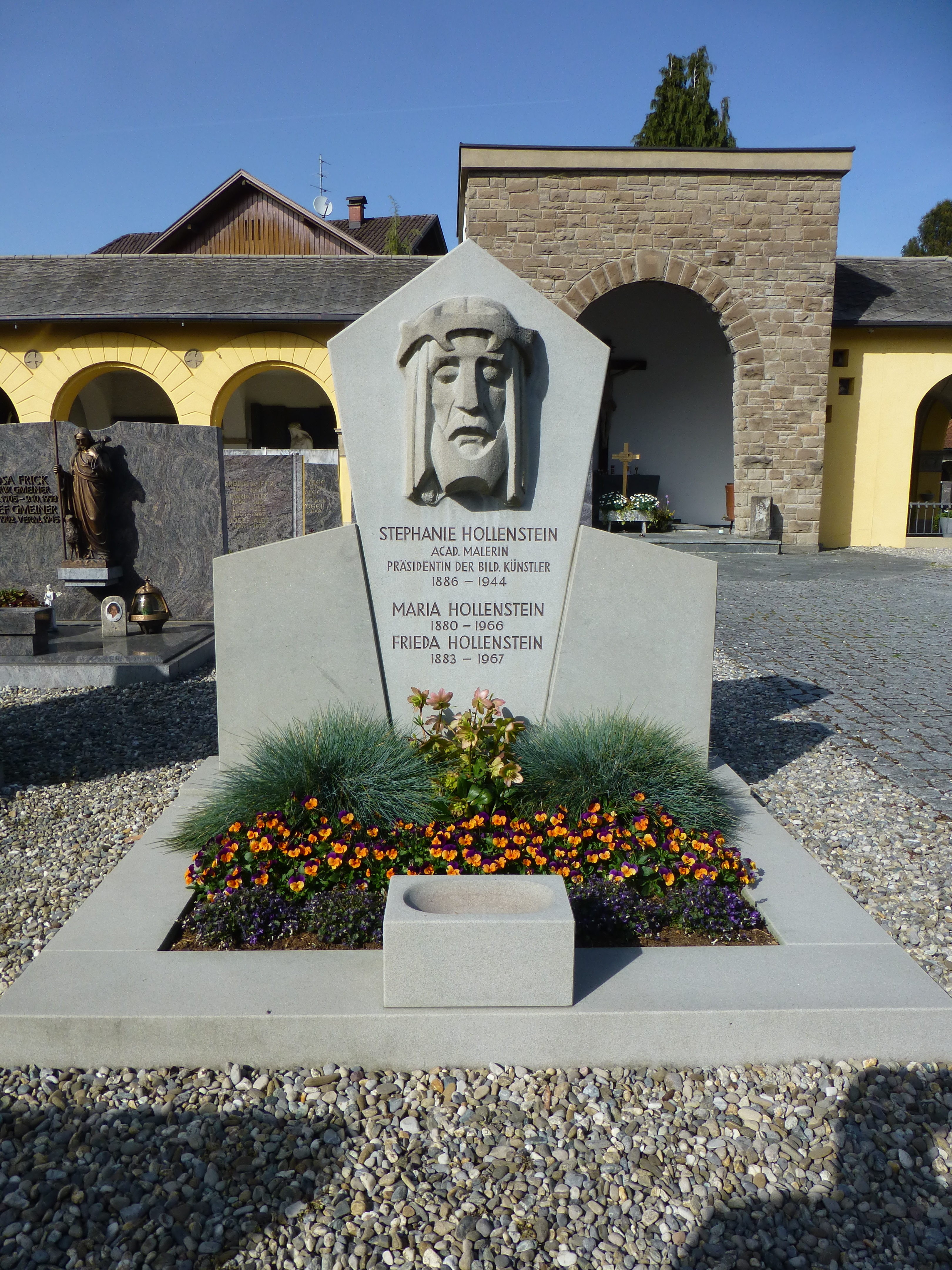
Tumba de Stephanie Hollenstein en Lustenau

En la década de 1930 Stephanie fue atraída por el "Männlichkeitskult" (culto a la masculinidad) y los ideales militares ensalzados por el nazismo. Se afilió en secreto al Partido nazi cuando todavía era ilegal en Austria, y mostró abiertamente su militancia después del Anschluss. Desde entonces hasta 1943 fue portavoz de la "Vereinigung Bildender Künstlerinnen der Reichsgaue der Ostmark" (Asociación de mujeres artistas del Reichgau de Austria). Desde su posición defendió al escultor Albert Bechtold y a otros artistas de las acusaciones nazis de que su arte era "degenerado"; aunque sus protestas no fueron escuchadas. Cuando solicitó el título "profesor" le fue denegado con el argumento de que era una artista local y cuya obra no constituía un buen ejemplo.
Renunció a su posición por razones de salud, y en 1944 sufrió un infarto y murió poco después. Sus restos fueron trasladados a su hogar natal de Lutenau para su entierro. Una galería de arte municipal fue bautizada en su honor durante su apertura en 1971.

## Obras selectas

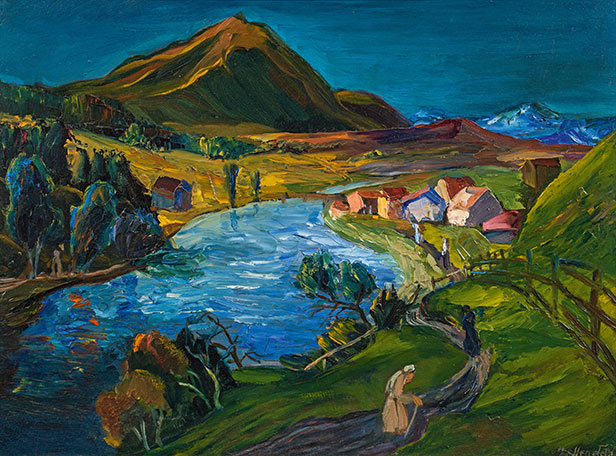
Paisaje con una posada
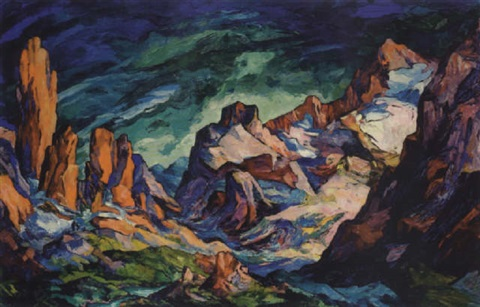
Lago Zoi en los Dolomitas.
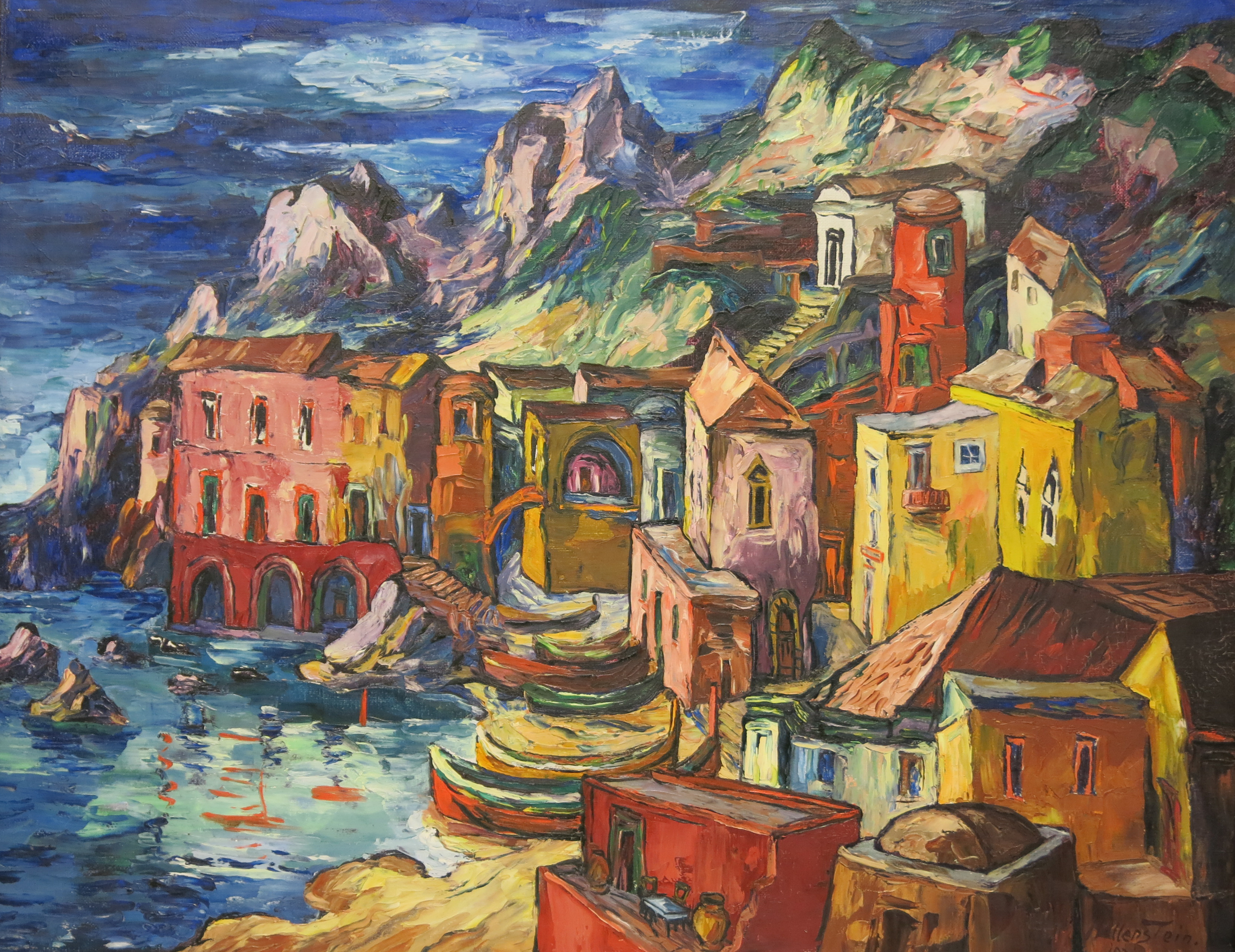
Cetara, Campania